# Берану
Берану (рум. Băranu) — село у повіті Долж в Румунії. Входить до складу комуни Арджетоая.
Село розташоване на відстані 215 км на захід від Бухареста, 38 км на північний захід від Крайови.

## Населення
За даними перепису населення 2002 року у селі проживали 129 осіб, усі — румуни. Усі жителі села рідною мовою назвали румунську.